# Resolució 1589 del Consell de Seguretat de les Nacions Unides
La Resolució 1589 del Consell de Seguretat de les Nacions Unides fou adoptada per unanimitat el 24 de març de 2005. Després de reafirmar totes les resolucions sobre la situació a l'Afganistan, en particular la resolució 1536 (2004), el Consell va ampliar el mandat de la Missió d'Assistència de les Nacions Unides a l'Afganistan (UNAMA) durant un període addicional de dotze mesos fins al 24 de març de 2006.

## Resolució

### Observacions
El Consell de Seguretat va reafirmar el seu compromís amb la sobirania, la integritat territorial, la independència i la unitat de l'Afganistan i va acollir amb satisfacció la celebració d'unes elecció presidencial afganesa a l'octubre de 2004. Va destacar la necessitat d'afrontar els reptes del país, inclosos els estupefaents, el terrorisme, la manca de seguretat, la reforma i el desenvolupament, els drets humans, els programes nacionals de desarmament i els grups armats il·legals. El Consell també va reafirmar el seu suport a l'acord de Bonn, la Declaració de Berlín i la Declaració de Kabul sobre les relacions de bons veïns.

### Actes
El Consell de Seguretat va renovar el mandat de la UNAMA per un període addicional de dotze mesos a partir de la data d'aprovació de la resolució actual. Es va instar a les autoritats afganeses a establir un procés electoral representatiu, tot subratllant la importància de les pròximes eleccions que requereixen noves contribucions a la Força Internacional d'Assistència i de Seguretat (ISAF).
La resolució va donar la benvinguda als progressos realitzats en la creació de la nova Assemblea Nacional de l'Afganistan, avenços en el programa de desarmament, desmobilització i reintegració, i una estratègia nacional de control de drogues. Mentrestant, els esforços per combatre el comerç il·legal de drogues per part de les autoritats afganeses van ser benvinguts pel Consell. Es va demanar a la UNAMA que continués donant suport al desenvolupament d'un sistema de justícia transparent i just.
El Consell de Seguretat va demanar el respecte dels drets humans i el dret internacional humanitari a tot l'Afganistan, demanant a la UNAMA que ajudés a aplicar els aspectes dels drets humans de la Constitució de l'Afganistan. A més, el desenvolupament de l'Exèrcit Nacional Afganès i la Policia Nacional Afganesa va ser ben rebuts pels membres del Consell, mentre que es va demanar a la ISAF, inclosa l'Operació Llibertat Duradora, que abordés l'amenaça del terrorisme, la violència de faccions i activitats delictives al país.
Finalment, es va dirigir al secretari general Kofi Annan perquè informés regularment sobre la situació a l'Afganistan i el paper futur de la UNAMA.